# روبر یکم، کنت درو
روبر یکم، کنت درو ، ملقب به بزرگ (حدود ۱۱۲۳ – ۱۱ اکتبر ۱۱۸۸)، پنجمین پسر لوئی ششم، پادشاه فرانسه و آدلاید دو مورین بود. 

## زندگی
در ۱۱۳۷ او دوک‌نشین درو را به عنوان آپاناژ از پدرش دریافت کرد.  او این عنوان را تا سال ۱۱۸۴ حفظ کرد تا اینکه آن را به پسرش روبر دوم اعطا کرد.
| روبر یکم، کنت دروخاندان دروشاخه‌ای از دودمان کاپتزادهٔ: ح. ۱۱۲۳ درگذشتهٔ: ۱۱ اکتبر ۱۱۸۸ |                   |                |
| عنوان جدید                                                                           | کنت درو ۱۱۳۷–۱۱۸۴ | پسین: روبر دوم |